# Paul Wallot
Paul Wallot (Oppenheim, 26 giugno 1841 – Langenschwalbach, 10 agosto 1912) è stato un architetto tedesco di discendenza ugonotta, meglio conosciuto per aver progettato il Palazzo del Reichstag, eretto a Berlino nel quartiere Tiergarten tra il 1884 e il 1894. Disegnò anche l'adiacente Reichstagspräsidialgebäude (Reichstagspräsidentenpalais), terminato nel 1904, e il Sächsisches Ständehaus, del 1906, ex sede del Landtag della Sassonia sito sulla Brühlsche Terrasse a Dresda.

## Riconoscimenti
- Nel 1991, in occasione del 150º anno della nascita, la Deutsche Bundespost ha emesso un francobollo commemorativo dal valore facciale di 100 pfennig dove la vignetta accosta una sua immagine al Palazzo del Reichstag di Berlino.[1]
- A Dresda, nel 1926 la Ludwig-Richter-Straße, intitolata al pittore Ludwig Richter (1803 – 1884) qui nato, venne ridenominata e dedicata Paul Wallot.[2]
- Sempre a Dresda, fu insignito del dottorato honoris causa (Ehrendoktor) dalla Technische Hochschule.[3]